# アンドレ・デュソリエ
アンドレ・デュソリエ（André Dussollier, 1946年2月17日 - ）はフランス・アヌシー出身の俳優。フランス国立高等演劇学校にてジャン・ペリモニーのクラスで演劇を学び、一等賞で卒業。

## 主な出演作品
- 1972年：私のように美しい娘 Une belle fille comme moi (フランソワ・トリュフォー監督)
- 1974年：マイ・ラブ Toute une vie (クロード・ルルーシュ監督)
- 1976年：モデル・カップル Le couple témoin (ウィリアム・クライン監督)
- 1979年：聖杯伝説 Perceval le Gallois (エリック・ロメール監督) ＊DVD発売
- 1982年：美しき結婚 Le beau mariage (エリック・ロメール監督)
- 1984年：地に堕ちた愛 L'Amour par terre (ジャック・リヴェット監督)
- 1985年：赤ちゃんに乾杯! Trois hommes et un couffin (コリーヌ・セロー監督)
- 1986年：メロ Mélo (アラン・レネ監督)
- 1992年：愛を弾く女 Un cœur en hiver (クロード・ソーテ監督)
- 1994年：愛の報酬/シャベール大佐の帰還 Le Colonel Chabert (イヴ・アンジェロ監督)
- 1997年：恋するシャンソン On connaît la chanson (アラン・レネ監督)
- 1999年：クリクリのいた夏 Les Enfants du marais (ジャン・ベッケル監督)
- 2001年：アメリ Le Fabuleux Destin d'Amélie Poulain (ジャン＝ピエール・ジュネ監督) - 語り
- 2001年：ヴィドック Vidocq (ピトフ監督)
- 2003年：ピエロの赤い鼻 Effroyables Jardins (ジャン・ベッケル監督)
- 2003年：赤ちゃんに乾杯! 18年後 18 ans après (コリーヌ・セロー監督)
- 2004年：スパイ・バウンド Agents secrets (フレデリック・シェンデルフェール監督)
- 2004年：ロング・エンゲージメント Un long dimanche de fiançailles (ジャン＝ピエール・ジュネ監督)
- 2004年：あるいは裏切りという名の犬 36, Quai des Orfèvres (オリヴィエ・マルシャル監督)
- 2005年：アガサ・クリスティーの奥様は名探偵 Mon petit doigt m'a dit... (パスカル・トマ監督)
- 2005年：レミング Lemming (ドミニク・モル監督) ＊映画祭上映
- 2006年：唇を閉ざせ Ne le dis à personne (ギヨーム・カネ監督)
- 2009年：風にそよぐ草 Les Herbes folles (アラン・レネ監督)
- 2010年：ミックマック Micmacs à tire-larigot (ジャン＝ピエール・ジュネ監督)
- 2013年：ママはレスリングクィーン (映画) Les reines du ring (ジャン＝マルク・ルドニツキ監督)
- 2014年：美女と野獣 La belle et la bête (クリストフ・ガンズ監督)
- 2014年：パリよ、永遠に Diplomatie (フォルカー・シュレンドルフ監督)
- 2021年：ブラックボックス:音声分析捜査 Boîte noire (ヤン・ゴズラン（フランス語版）監督)